# Nowe Dwory (Wieleń)
Nowe Dwory [ˈnɔvɛ ˈdvɔrɨ] (deutsch Neuhöfen) ist ein Dorf in der Gmina Wieleń, in der polnischen Woiwodschaft Großpolen. Es liegt 10 km östlich von Wieleń (Filehne), 17 km westlich von Czarnków und 69 km nordwestlich von Poznań.